# 쉬스창
쉬스창(중국어: 徐世昌, 병음: Xú Shìchāng, 한자음: 서세창, 1855년 10월 20일 ~ 1939년 6월 5일)은 청나라 말기, 중화민국 초기의 군벌이자 정치가이다. 중화민국의 총통을 역임하였다.

## 생애

### 어린 시절
허난성에서 태어났다. 7세에 아버지를 잃고 가세가 기울어서 성년이 되어서 관공서에서 서기일을 하고 가정교사를 하였다. 1879년 당시 청년장교였던 위안스카이(袁世凱)와 의형제를 맺고, 위안스카이의 도움으로 과거를 봐서 급제하여 1886년 진사가 되었고, 국가기관이었던 한림원에서 일했다.

### 권력 핵심에 진입하다
1897년 북양군의 실력자가 된 위안스카이가 신식 육군을 양성하자, 쉬스창은 막료로서 일하게 되었고, 그의 밑에서 계속 승진하였다. 1904년 위안스카이는 베이징의 치안을 책임진 경찰을 창설하였고, 이를 책임진 경부상서(警部尙書)로 쉬를 임명하였다.
1907년 쉬는 흠차대신(欽差大臣)에 임명되어 만주 3성(헤이룽장성, 지린성, 랴오닝성)의 총독 겸 3성을 관할하는 장군에 임명되었다. 쉬는 만주에서 외국과의 통상을 활성화하고 철도를 부설하는 등의 조치를 취해 이곳에 세력을 뻗히려는 러시아와 일본의 세력을 막아내려 하였다.
1909년 위안스카이가 청나라 종친 자이펑에 밀려 실각하자 쉬도 병을 핑계로 사직했고, 우전부상서(郵傳部尙書)로 전임하였다. 1911년 청나라 조정은 대부분이 만주족인 황족으로 구성된 내각을 조직하였는데, 대부분이 만주족인 그 내각에서 쉬스창은 그 중에서 4명밖에 없던 한족이었다.

## 중화민국 시대

### 신해혁명 이후
신해혁명이 발발하자, 쉬스창은 위안스카이를 재등용하여 혁명을 진압할 것을 강력히 주장하였다. 11월 위안스카이가 내각의 수반이 되자, 쉬스창은 군자대신(軍諮大臣)에 임명되었다. 그러나 위안이 혁명파와 협상하여 청나라 황실을 폐하고 민국 정부의 대통령이 되자, 쉬는 사직하고 은거하였다.
1914년 총통 위안스카이는 새로운 약법(約法)을 제정하여 정부를 내각책임제로 바꾸고, 쉬스창을 국무경(國務卿)에 임명하였다. 이때, 위안은 자신의 친구들을 대거 내각에 입각시켰다. 그러나 위안스카이가 제정을 획책하자 쉬스창은 다시 관직을 버리고 은거하였다. 각지의 반발때문에 위안이 제정을 취소하고 공화정으로 되돌아가자, 쉬는 다시 국무경으로 복귀하여 위안스카이 정국의 안정을 위해 많은 노력을 기울였다.
위안 토벌을 기치로 내선 호국군의 정전협상이 결렬되자, 쉬스창은 임기 1개월만 재임하고 돤치루이(段祺瑞)를 후임으로 추천하였다. 위안 사후 리위안훙(黎元洪)이 총통으로 취임하고 돤치루이가 총리가 되었으나, 두 사람은 권력투쟁을 벌였다. 북양군벌의 원로였던 쉬는 두 사람을 중재시키려 노력했고, 더 나아가 펑궈장(馮國璋)같은 북양군벌들의 화해를 노력했다.

### 중화민국 총통
리위안훙이 사직한 후, 1918년 10월 쉬스창은 완계군벌(돤치루이의 파벌)의 장악한 국회선거에서 총통으로 당선되었다. 그는 "偃武修文(언무수문:무력을 배제하고 문치로 폄)"을 표방하면서 내전을 그치자는 정전명령을 내렸다. 그리하여 1919년 2월 상하이에서 남북 세력간 휴전회담이 열리지만 성과는 없었다.
1922년 북양군벌내의 봉천군벌과 직예군벌이 싸운 직봉전쟁에서 직예 군벌이 승리하여 베이징 정부를 장악하였다. 직예군벌인 차오쿤(曹錕), 우페이푸(吳佩孚)는 쉬스창을 하야시켰다.

### 만년
그는 하야한 후 정치에 일체 관여하지 않은 채, 예술에 심취하여, 톈진에 은거하면서 시와 그림, 서예로 소일하였다. 이후에는 서예가와 화가로서 더 유명해져서 국제적으로 전시회를 열기도 하였다.
중일전쟁 이후, 화북을 장악한 일본군으로부터 괴뢰정부의 수반으로 취임해달라는 요청을 받지만 거절하였다.
이후 85세로 톈진에서 병사하였다.

## 역대 선거 결과
| 선거명      | 직책명          | 대수 | 정당   | 1차 득표율 | 1차 득표수 | 2차 득표율 | 2차 득표수 | 3차 득표율 | 3차 득표수 | 결과 | 당락 |
| ----------- | --------------- | ---- | ------ | ---------- | ---------- | ---------- | ---------- | ---------- | ---------- | ---- | ---- |
| 1916년 선거 | 중화민국 부총통 | 2대  | 무소속 | -%         | 15표       |            |            |            |            | 6위  | 낙선 |
| 1918년 선거 | 중화민국 대총통 | 2대  | 무소속 | 98.15%     | 425표      |            |            |            |            | 1위  |      |

| 전임 펑궈장 | 제3대 중화민국의 대총통 1918년 10월 10일 ~ 1922년 6월 2일 | 후임 저우지치 |

| 전임 펑궈장 | 중국의 국가 원수 1918년 10월 10일 ~ 1922년 6월 2일 | 후임 저우지치 |